# Hošťálková
Hošťálková – wieś w Czechach w powiecie Vsetín w kraju zlińskim.
Gmina zajmuje powierzchnię 26,87 km². Hošťálková leży około 10 km na zachód od Vsetína, 20 km na północny wschód od Zlina i 261 km na wschód od Pragi. Na dzień 28 sierpnia 2006 roku we wsi mieszkało 2072 osób, w tym 1024 mężczyzn i 1029 kobiet. Średnia wieku wynosiła 38 lat.

## Historia
Wieś została założona prawdopodobnie w XIV wieku, ale pierwsze pisemne wzmianki na jej temat pochodzą z 1505 roku. Pierwotnie była częścią majątku Vsetín, ale z powodu zadłużenia została przekazana wierzycielom i stała się niezależnym państwem stanowym. Od XVI stulecia liczba mieszkańców wzrosła, co spowodowało ekspansję gruntów rolnych kosztem lasów należących do szlachty. Proces ten, znany jako "pasekářská kolonizacja", trwał aż do XVIII wieku.

## Zabytki
- Ewangelicki Kościół Czeskobraterski postawiony w latach 1829–1831
- kościół rzymskokatolicki z 1798 roku
- szkoła z 1769 roku
- pomnik ofiar II wojny światowej
- zamek w stylu empire postawiony w latach 1842–1844[2]